# Pygmalion et Galatée
Pour les articles homonymes, voir Pygmalion et Galatée.

Dans la mythologie grecque, l'histoire de Pygmalion et Galatée (en grec ancien Πυγμαλίων καὶ Γαλατεία / Pugmalíôn kaì Galateía) renvoie à une légende racontant l'histoire du sculpteur Pygmalion qui tombe amoureux de sa création, Galatée, une statue rendue vivante grâce à Aphrodite, la déesse de l'amour, qui comprend le vœu de Pygmalion. La légende est principalement racontée par Ovide dans ses Métamorphoses.

## Le mythe
Pygmalion est un sculpteur de Chypre descendant d'Athéna et d'Héphaïstos. Révolté contre le mariage à cause de la conduite répréhensible des Propétides (femmes de Chypre), il se voue au célibat. Il tombe cependant amoureux d'une statue d'ivoire, ouvrage de son ciseau. Obtenant d'Aphrodite qu'elle donne vie à la statue, il l'épouse en présence de la déesse et, selon certaines versions, a d'elle deux enfants : Paphos et Matharmé.
Ayant nié la divinité d'Aphrodite, les Propétides sont punies par la déesse qui allume dans leur cœur le feu de l'impudicité. Ayant fini par perdre toute honte, elles sont insensiblement changées en roche dure.
Les noms de Πυγμαλίων καὶ Γαλατεία (Pugmalíôn kaì Galateía) évoquent respectivement le poing / coude / bras (πύγμα) du sculpteur travaillant au maillet et ciseau, et le lait (γάλα), couleur blanche de la statue, mais aussi des Propétides transformées en ivoire.

## Origine
Il semble que Philostéphanos de Cyrène (vers 222-206 av. J.-C.) soit l’une des sources d’Ovide. Les spécialistes s’appuient pour cela sur un extrait du Protreptique (IV, 57, 3) de Clément d’Alexandrie et sur un texte d'Arnobe tiré de son Adversus nationes libri. Sans rejeter une probable influence de Philostéphanos de Cyrène, Julien d'Huy situe quant à lui la première émergence du récit dans l'actuelle Libye. L'histoire y serait apparue il y a plus de 3 000 ans en Afrique du Nord, et aurait été empruntée par les Grecs entre le VIIe et le Ier siècle. Ce mythe, relié à celui des Propétides, serait emblématique de l'idéologie patriarcale qui condamne l’indépendance de mœurs des femmes, à l’époque déjà associée à la prostitution ou à la sorcellerie, par contraste avec la fidélité de la statue, création de l’homme qui l’a modelée, seule digne d’amour et récompensée en prenant vie.

## Évocations artistiques

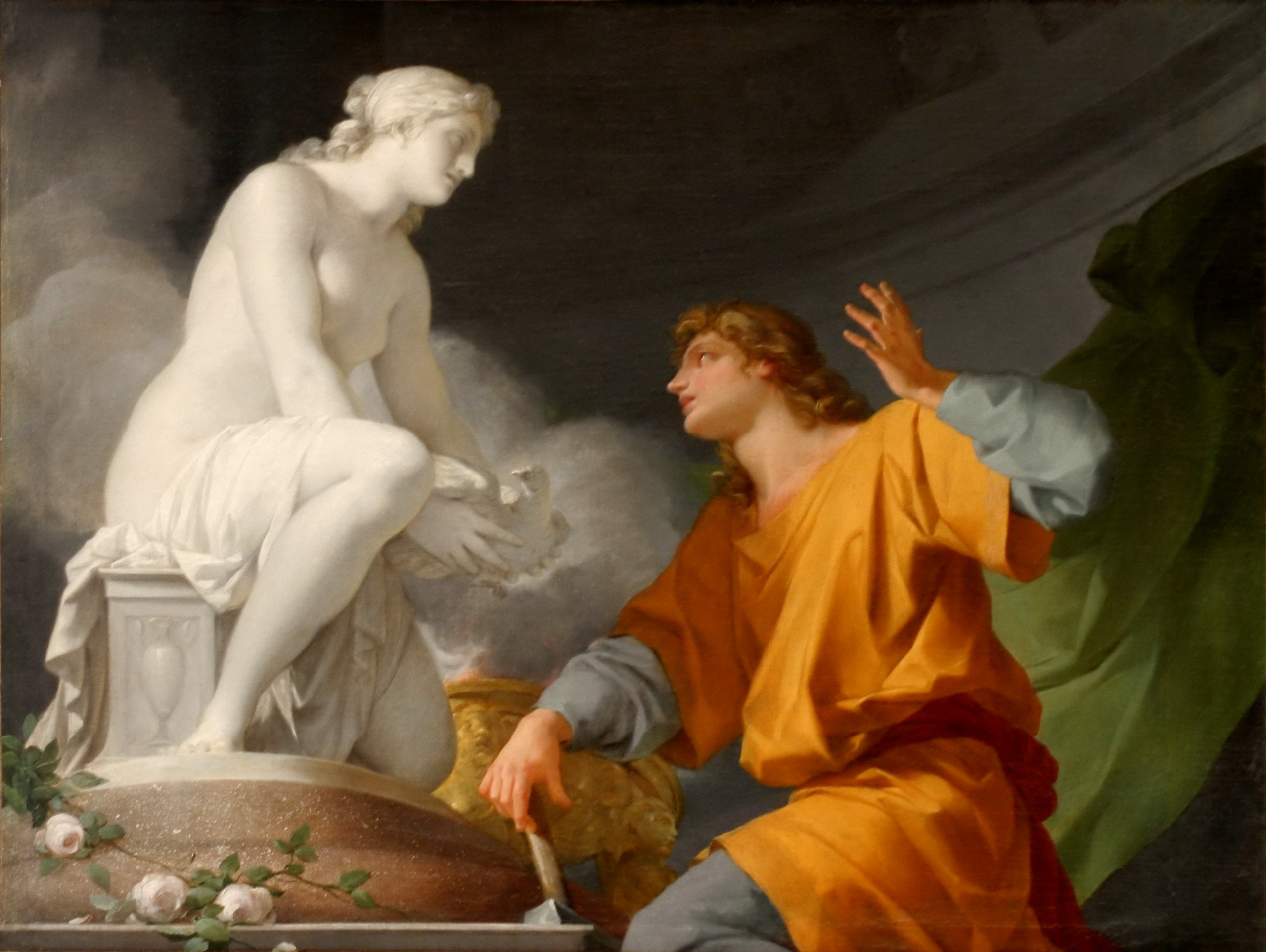
Jean-Baptiste Regnault, L'Origine de la sculpture ou Pygmalion amoureux de sa statue (1785), château de Versailles.

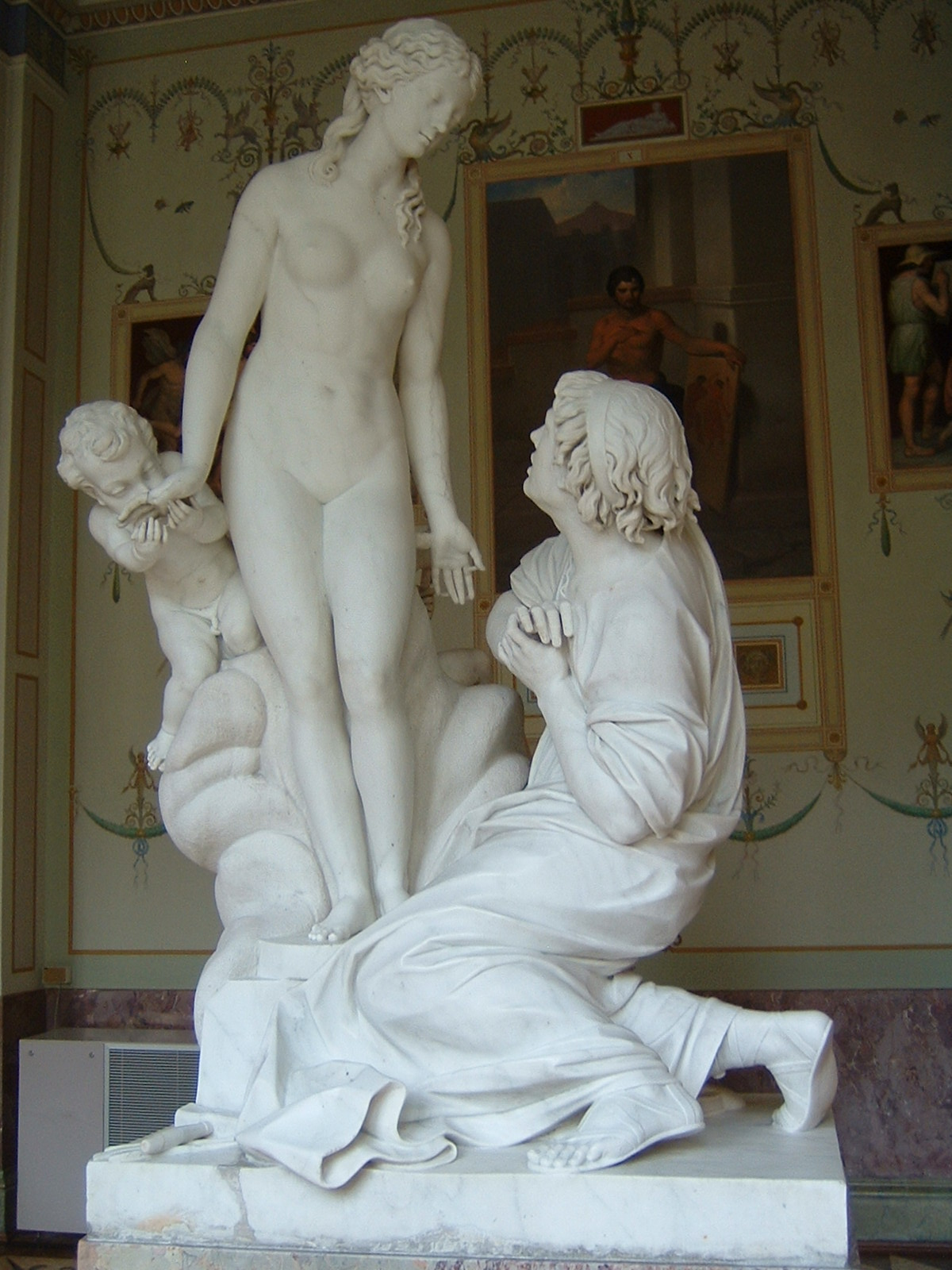
Étienne Maurice Falconet, Pygmalion et Galatée (1863), Saint-Pétersbourg, musée de l'Ermitage.

La légende de Pygmalion, racontée par Ovide dans les Métamorphoses, a notamment inspiré les écrivains et les artistes.

### Littérature
- Extrait du Confessio Amantis, de John Gower, XIVe siècle.
- Le Statuaire et la Statue de Jupiter, fable de Jean de La Fontaine, 1678.
- Pigmalion, ou la Statue Animée, roman philosophique d'André-François Boureau-Deslandes, 1741. L’écrivain reprend le mythe dans une visée matérialiste et épicurienne[8].
- Pygmalion, scène de Jean-Jacques Rousseau, 1770.
- La Vénus d'Ille, nouvelle fantastique de Prosper Mérimée, 1837.
- Le Chef-d'œuvre inconnu, Sarrasine, nouvelles d'Honoré de Balzac, 1831.
- Les Fleurs du mal, la beauté, Charles Baudelaire, 1857.
- Pinocchio, de Carlo Collodi, 1883.
- L'Œuvre, d'Émile Zola, 1886.
- Charles Cros, « Pygmalion et Galatée », poème dans Le collier de griffes, 1908.
- Pygmalion, pièce de l'irlandais George Bernard Shaw, 1914.
- El Señor de Pigmalión, pièce de l'espagnol Jacinto Grau (es), 1921.
- La Mare aux filles, récit en vers de Georges Montagnier, 1941.
- Le Deuxième Sexe par Simone de Beauvoir traite l'histoire de Pygmalion dans son analyse des mythes et archétypes, 1949.
- Galatée, de James M. Cain, Presses de la Cité, 1954.
- La Cité de l'indicible peur, de Jean Ray, 1965. Évocation de Galatée lorsqu'un personnage est tué par une statue qui aurait pris vie.
- L'Homme bicentenaire, nouvelle d'Isaac Asimov, 1976.
- La passion de Galatée, Éditions du Seuil, Suzanne Jacob, 1987.
- L'effet Pygmalion, roman de Christophe Lambert, 2018.
- Galatea, nouvelle de Madeline Miller, 2021.

### Peinture

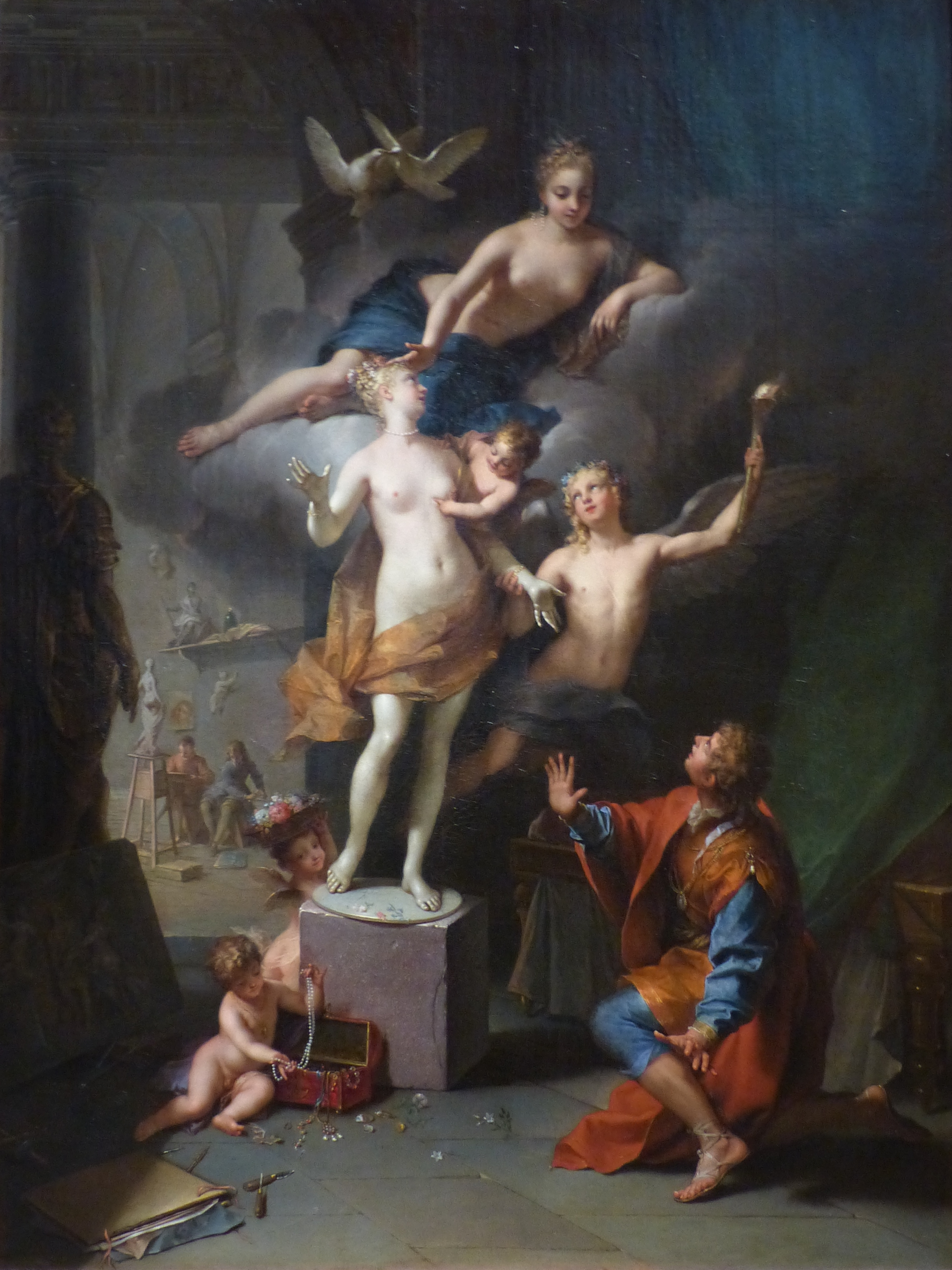
Pygmalion amoureux de sa statue, par Jean Raoux (1717).

- Pygmalion amoureux de sa statue, tableau de Jean Raoux, 1717, Montpellier, musée Fabre.
- Pygmalion voyant sa statue animée, tableau de François Lemoyne, 1729, musée des Beaux-Arts de Tours.
- Pygmalion et Galatée, tableau de Louis Jean François Lagrenée, 1781, Detroit Institute of Arts.
- Pygmalion et l'image, 1870, tableau d'Edward Burne-Jones, Birmingham Museum & Art Gallery.
- Pygmalion amoureux de sa statue, dit aussi Pygmalion et Galatée, tableau d'Anne-Louis Girodet, 1819, Paris, musée du Louvre.
- Pygmalion et Galatée, tableau de Jean-Léon Gérôme, 1890, New York, Metropolitan Museum of Art.
- Pygmalion (1939), tableau de Paul Delvaux, Bruxelles, Musées royaux des beaux-arts de Belgique.

### Sculpture
- Galatée, de Robert Le Lorrain, 1701, Washington, National Gallery of Art, inv. 1952.5.105).
- Pygmalion au pied de sa statue qui s'anime, d'Étienne Maurice Falconet, 1761, Paris, Musée du Louvre ;
- Pygmalion et Galathée, d'Étienne Maurice Falconet, 1762-1763, Paris, Musée du Louvre ;
- Pygmalion et Galatée, d'Étienne Maurice Falconet, 1763, Saint-Pétersbourg, musée de l'Ermitage.
- La Poupée, de Hans Bellmer, 1933-1936, Paris, Centre Pompidou.

### Musique
- 1748 : Pygmalion, acte de ballet de Jean-Philippe Rameau.
- 1779 : Pygmalion, mélodrame de Jiří Antonín Benda.
- 1852 : Galathée, opéra-comique en deux actes de Victor Massé.
- 1865 : Die schöne Galathée, opérette de Franz von Suppé.
- 1883 : Pygmalion, ou La Statue de Chypre, ballet de Nikita Troubetskoï sur une chorégraphie de Marius Petipa.
- 1995 : Pygmalion, album du groupe post-rock shoegaze Slowdive.
- 2009 : Pygmalion, chanson japonaise de U-taP avec les chanteurs virtuels Kagamine Len et Megurine Luka.
- 2014 : Bic Médium, musique du groupe Feu! Chatterton, où Pygmalion est évoqué.
- 2014 : Tourner dans le vide, chanson d'Indila et Skalpovich.
- 2015 : The Girl, musique de Hellberg[Qui ?] où le sculpteur et sa statue sont évoqués.
- 2016 : Galatée, chanson de Nekfeu dans l'album Cyborg.
- 2024 : Pygmalion, album de Vacra.
- 2024 : Pygmalion, chanson de B.B. Jacques dans l’album Black Bird

### Théâtre
- 1610 ou 1611 : Le Conte d'hiver, pièce de théâtre de William Shakespeare.
- 1914 : pièce de théâtre de George Bernard Shaw.
- 1956 : My Fair Lady, comédie musicale d'Alan Jay Lerner d'après George Bernard Shaw.

### Cinéma
- 1923 : Monsieur de Pygmalion, adaptation de la pièce de Jacinto Grau (es) par Antonin Artaud.
- 1938 : Pygmalion, film d'Anthony Asquith et Leslie Oward d'après la pièce de George Bernard Shaw sur un scénario de ce dernier.
- 1964 : My Fair Lady, film musical de George Cukor, scénario de Alan Jay Lerner, d'après sa comédie musicale.
- 1987 : Mannequin, comédie romantique de Michael Gottlieb.
- 1995 : Maudite Aphrodite, comédie de Woody Allen.
- 2012 : F5, court métrage russe de Timofeï Jalnine.
- 2012 : Elle s'appelle Ruby, film de Jonathan Dayton et Valerie Faris.
- 2017 : Phantom Thread, film de Paul Thomas Anderson.
- 2023 : L'Homme d'argile, film de Anaïs Tellenne.

### Télévision
- 1989 : La petite Olympe et les dieux, épisode 8 : La belle amie de Pygmalion.
- 2011 : Esprit criminel, saison 7 épisode 9, titre en français : L'effet Pygmalion.
- 2017 : Le Professeur Pyg, personnage de la série Gotham, porte ce nom dans les saisons 1 et 4.

### Bande dessinée
- 1990 : Pygmalio, manga de Shinji Wada[9].
- 2015 : Pygmalion, manga de Watanabe Chihiro.
- 2022 : Pygmalion et la Vierge d'ivoire, scénario Serge Le Tendre, dessin et couleurs Frédéric Peynet, Éditions Dargaud.
- 2024 : Eurydice, roman graphique, scénario Lou Lubie, dessin et couleurs Solen Guivre.